# ماريا أنطونيا البافارية
ماريا أنطونيا البافارية (بالألمانية: Maria Antonia von Bayern) (و. 1724 – 1780 م) هي ملحنة، ومغنية أوبرا، وواضعة كلمات الأوبرا، ورسامة، وكاتبة من ألمانيا.

## السيرة الذاتية
ولدت في قصر نيمفنبورغ بـ ميونيخ لأرشيدوقة النمسا ماريا أماليا والناخب كارل ألبرت البافاري، تلقت طوال حياتها تعليماً متميزاً، ولا سيما في مجال الفنون ؛ بما في ذلك الرسم وكتابة الشعر والموسيقى، كانت الرابعة من بين سبعة أبناء للناخب وزوجته، في 1740 انتخب والدها كـ الإمبراطور الروماني المقدس ولكن رغم النجاحات في البدايات إلا أن عهده أصبح كارثياً والتي أدت إلى فقدان بافاريا في 1743 لصالح النمسا، وتوفي في 1745، لاحقاً شقيقها ماكسيمليان الثالث تصالح مع النمسا.

### الزواج
في 13 يونيو 1747 تزوج ماريا أنطونيا من ابن خالتها فريدرش كريستيان الساكسوني بالوكالة، ثم رسمياً في 20 يونيو، وأنجبت له:-
1. ابن (9 يونيو 1748).
2. فريدرخ أوغست الأول ملك ساكسونيا (23 ديسمبر 1750 - 5 مايو 1827)؛ تزوج من أمالي من تسفابيروكن-بيركنفلد؛ لديهم ابنة واحدة.
3. كارل ماكسيمليان (24 سبتمبر 1752 - 8 سبتمبر 1781)؛ توفي شاباً.
4. يوزف ماريا لودفيغ (26 يناير 1754 - 25 مارس 1763)؛ توفي صغيراً.
5. أنطون ملك ساكسونيا (27 ديسمبر 1755 - 6 يونيو 1836)؛ خليفة شقيقه، تزوج أولاً من ماريا كارولينا من سافوي، ليس لديهم أبناء، ثم تزوج من ماريا تيريزا من النمسا، لديهم أبناء توفوا صغار.
6. ماريا آماليا (26 سبتمبر 1757 - 20 أبريل 1831)؛ تزوجت من كارل الثاني أغسطس دوق تسفابيروكن، هو شقيق الملكة أمالي من تسفابيروكن، لديهم ابن توفى صغيراً.
7. ماكسيمليان (13 أبريل 1759 - 3 يناير 1838)؛ تزوج من كارولينا من بوربون-بارما؛ لديهم أبناء بما في ذلك فريدرخ أغست الثاني ويوهان ملوك ساكسونيا، ثم تزوج من ماريا لويزا من بوربون-بارما؛ ليس لديهم ذرية.
8. ماريا آنا (27 فبراير 1761 - 26 نوفمبر 1820)؛ توفيت غير متزوجة.
9. ابن (1762).

خلال حرب السنوات السبع غادرت درسدن ولجأت إلى براغ وميونيخ، ولكنها عادت إليها عند اعتلاء زوجها العرش عام 1763، وتوفي بعد عشرة أسابيع وخلفه ابنهما فريدرش أوغست، وبما أنه كان قاصرًا ، وعملت كوصية بالمناصفة مع ابن حماها فرانتس زافيير حتى بلغ ابنها سن الرشد القانوني في عام 1768، خلال فترة الوصاية، عارضت تصرفات شريكها حول التنازل عن مطالبة ابنها بالعرش البولندي في عام 1765.